# USA:s underrättelsegemenskap

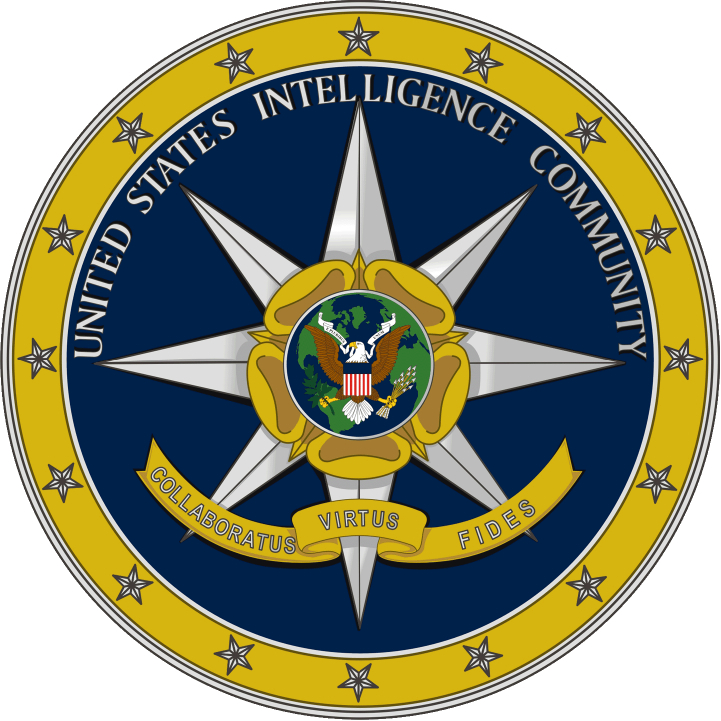
USA:s underrättelsegemenskaps sigill.

USA:s underrättelsegemenskap (engelska: The United States Intelligence Community, IC), är en federation bestående av 16 separata federala regeringsmyndigheter som arbetar enskilt och tillsammans för att bedriva underrättelseverksamhet som anses nödvändiga för genomförandet av utrikespolitik och nationell säkerhet i USA. Medlemsorganisationer i underrättelsegemenskapen inkluderar underrättelsetjänster, militär och civil underrättelsetjänst samt analyskontor inom de federala verkställande departementen. Underrättelsegemenskapen leds av Director of National Intelligence (DNI), som rapporterar till USA:s president.
Bland deras olika ansvarsområden samlar medlemmar av gemenskapen in och producerar utländska och inhemska underrättelser, bidrar till militär planering och utför spionage. Underrättelsegemenskapen bildades genom Executive Order 12333, som undertecknades den 4 december 1981 av president Ronald Reagan.
The Washington Post rapporterade år 2010 att det fanns 1 271 statliga organisationer och 1 931 privata företag på 10 000 platser i USA som arbetar med kontraterrorism, inrikessäkerhet och underrättelsetjänst, och att underrättelsegemenskapen som helhet omfattar 854 000 personer som har topphemliga befattningar. Enligt en studie från 2008 av Office of the Director of National Intelligence, utgör privata entreprenörer 29% av arbetskraften i USA:s underrättelsegemenskap och kostar motsvarande 49% av deras personalbudgetar.

## Etymologi
Uttrycket "underrättelsegemenskap" användes första gången under generallöjtnant Walter Bedell Smiths 	
ämbetstid som Director of Central Intelligence (1950-1953).

## Syfte
Underrättelser är information som myndigheter samlar in, analyserar och distribuerar som svar på statsledningsfrågor och behov. Underrättelser är en bred term som innebär:
Insamling, analys och produktion av känslig information till stöd för nationella säkerhetledare, däribland politiska beslutsfattare, militära befälhavare och medlemmar av kongressen. Skyddar dessa processer och denna information genom kontraspionage. Utförande av hemliga operationer godkända av presidenten. Underrättelsegemenskapen strävar efter att ge en värdefull inblick i viktiga frågor genom att samla råa underrättelser, analysera denna data i sammanhanget och producerar aktuella och relevanta produkter för kunder på alla nivåer av nationell säkerhet—från soldaten på fältet till presidenten i Washington.
Executive Order 12333 förelägger underrättelsegemenskapen med sex primära mål:
- Insamling av information som behövs av presidenten, nationella säkerhetsrådet, utrikesministern, försvarsministern och andra tjänstemän med verkställande makt för att fullgöra sina uppgifter och ansvarsområden;
- Produktion och spridning av underrättelser;
- Insamling av information om, och den verksamhet som bedrivs för att skydda mot, underrättelseverksamhet riktad mot USA, internationell terrorist- och/eller narkotikaverksamheter och andra fientliga aktiviteter riktade mot USA av utländska makter, organisationer, personer och deras agenter;
- Särskilda verksamheter (definierade som verksamheter som bedrivs till stöd för USA:s utrikespolitika mål utomlands som planeras och utförs så att "USA:s statsmakts roll inte är uppenbar eller erkänd offentlig", och funktioner till stöd för sådan verksamhet, men som inte är avsedda att påverka amerikanska politiska processer, allmänna opinionen, politik eller media och inkluderar inte diplomatisk verksamheter eller insamling och produktion av underrättelser eller relaterade stödfunktioner);
- Administrativa och stödjande verksamheter inom USA och utomlands nödvändiga för fullgörandet av godkända verksamheter;
- Sådana andra underrättelseverksamheter som presidenten får bestämma från gång till gång

## Organisation

### Medlemmar

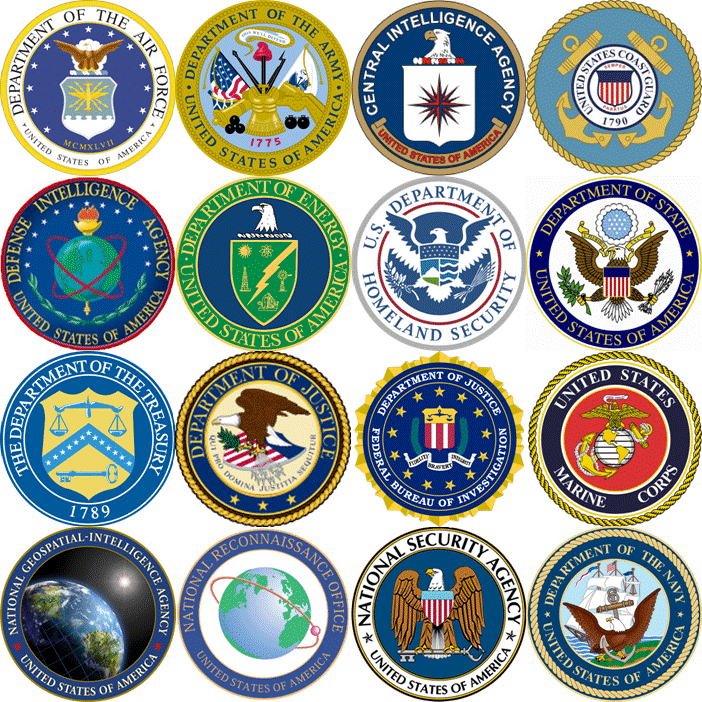
Officiella sigillen för medlemmar i USA:s underrättelsegemenskap.

USA:s underrättelsegemenskap består av 16 medlemmar, varav de flesta är kontor eller byråer inom de federala verkställande departementen. Underrättelsegemenskapen leds av Director of National Intelligence, vars kontor, Office of the Director of National Intelligence (ODNI), inte är listad som en medlem av underrättelsegemenskapen.
- Fristående myndighet
  - Central Intelligence Agency (CIA)
- USA:s försvarsdepartement
  - Defense Intelligence Agency (DIA)
  - National Security Agency (NSA)
  - National Geospatial-Intelligence Agency (NGA)
  - National Reconnaissance Office (NRO)
  - Air Force Intelligence, Surveillance and Reconnaissance Agency (AFISRA)
  - Army Intelligence and Security Command (INSCOM)
  - Marine Corps Intelligence Activity (MCIA)
  - Office of Naval Intelligence (ONI)
- USA:s energidepartement
  - Office of Intelligence and Counterintelligence (OICI)
- USA:s inrikessäkerhetsdepartement
  - Office of Intelligence and Analysis (I&A)
  - Coast Guard Intelligence (CGI)
- USA:s justitiedepartement
  - Federal Bureau of Investigation (FBI)
  - Drug Enforcement Administration, Office of National Security Intelligence (DEA/ONSI)
- USA:s utrikesdepartement
  - Bureau of Intelligence and Research (INR)
- USA:s finansdepartement
  - Office of Terrorism and Financial Intelligence (TFI)[7]

### Program
Underrättelsegemenskapen fungerar under två separata program:
- National Intelligence Program (NIP), tidigare känt som National Foreign Intelligence Program enligt definitionen i National Security Act of 1947 (i dess lydelse), "avser alla program, projekt och aktiviteter av underrättelsegemenskapen, liksom alla andra program av underrättelsegemenskapen som utsetts gemensamt av Director of National Intelligence (DNI) och chefen för ett amerikanskt departement eller myndighet eller av presidenten. Sådana villkor omfattar inte program, projekt eller aktiviteter i de militära departementen att skaffa underrättelser enbart för planering och genomförande av taktiska militära operationer av USA:s väpnade styrkor". Enligt lagen är det Director of National Intelligence som har ansvaret för att leda och övervaka NIP, men förmågan att göra så är begränsad.
- Military Intelligence Program (MIP) hänvisar till de program, projekt eller aktiviteter i de militära departementen för att skaffa underrättelser enbart för planering och genomförande av taktiska militära operationer av USA:s väpnade styrkor. MIP styrs och kontrolleras av försvarsministern. Under 2005 kombinerade försvarsdepartementet programmen Joint Military Intelligence Program och Tactical Intelligence and Related Activities för att bilda MIP.

Eftersom definitionerna av NIP och MIP överlappar när de inriktar sig på militär underrättelseverksamhet, visar sig tilldelningar av underrättelseverksamhet av försvarsdepartementet till NIP och MIP ibland vara problematiskt.